# Liga ACT 2003
La Liga San Miguel o Liga ACT es la liga de máxima categoría del deporte del remo en la cordillera Cantábrica. Fue creada por la Asociación de Clubes de Traineras el 2 de julio de 2003 tras el acuerdo alcanzado por los Gobiernos de las comunidades autónomas de Asturias, Cantabria, Galicia y el País Vasco.
El verano de 2003 se desarrolló su 1ª edición saldándose con la victoria de Astillero, el descenso de Zarautz y el ascenso de Trintxerpe.

## Resultados
| Posición.Puntos (Victorias) | Equipo                    | Nombre de la Trainera | Localidad (Provincia)                  |
| 1º. 162 (11)                | Astillero                 | “San José XII”        | El Astillero (Cantabria)               |
| 2º. 143 (2)                 | Mecos Mondariz            | “Mequiña”             | El Grove (Pontevedra )                 |
| 3º. 131 (1)                 | P.Donibane Iberdrola      | “Erreka”              | Pasajes (Guipúzcoa )                   |
| 4º. 127 (2)                 | Grupo Eibar Orio          | “Txiki”               | Orio (Guipúzcoa )                      |
| 5º. 112 (1)                 | Naturhouse Castro         | “La Marinera”         | Castro-Urdiales (Cantabria )           |
| 6º. 110                     | Cabo da Cruz              | “Cabo da Cruz”        | Boiro (La Coruña )                     |
| 7º. 97 (1)                  | Hondarribia               | “Ama Guadalupekoa”    | Fuenterrabía (Guipúzcoa )              |
| 8º. 92                      | Urdaibai Umpro Avia       | “Bou Bizkaia”         | Bermeo (Vizcaya )                      |
| 9º. 73                      | Pedreña                   | “Marina de Cudeyo”    | Pedreña, Marina de Cudeyo (Cantabria ) |
| 10º. 52                     | Tirán Pereira             | “Pereira”             | Moaña (Pontevedra )                    |
| 11º. 48                     | Grafilur Isuntza SuperBM  | “Isuntza”             | Lequeitio (Vizcaya )                   |
| 12º. 23                     | Zarautz Inmobiliaria Orio | “Enbata”              | Zarauz (Guipúzcoa )                    |

| Ronda | Bandera                                                         | Localidad                  | Fecha        | Vencedor        |          |
| ----- | --------------------------------------------------------------- | -------------------------- | ------------ | --------------- | -------- |
| 1     | I Bandeira Pereira                                              | Moaña, Pontevedra          | 12 de julio  | Astillero       | 20:16,09 |
| 2     | XIII Bandeira Concello de Boiro 2003                            | Boiro, La Coruña           | 13 de julio  | Astillero       | 20:27,53 |
| 3     | I Bandera Pedreña                                               | Pedreña, Cantabria         | 19 de julio  | Astillero       | 20:19,45 |
| 4     | V Bandera Flaviobriga                                           | Castro Urdiales, Cantabria | 20 de julio  | Astillero       | 20:45,63 |
| 5     | Pasaiako XIX. Ikurriña                                          | Pasaia, Guipúzcoa          | 27 de julio  | Castro Urdiales | 19:40,87 |
| 6     | Hondarribiko XVI. Ikurriña-G.P. Euskaltel                       | Fuenterrabía, Guipúzcoa    | 2 de agosto  | Mecos           | 20:03,58 |
| 7     | XVIII. Ikurriña EL Correo-BBK                                   | Lequeitio, Vizcaya         | 3 de agosto  | Astillero       | 20:06,31 |
| 8     | XIX Bandeira Concello de O'Grove                                | O' Grove, Pontevedra       | 9 de agosto  | Fuenterrabía    | 21:02,11 |
| 9     | I Bandeira Outon y Fernández                                    | O' Grove, Pontevedra       | 10 de agosto | Astillero       | 19:59,42 |
| 10    | XXXI Bandera Castro Urdiales                                    | Castro Urdiales, Cantabria | 15 de agosto | Astillero       | 19:44,36 |
| 11    | Zarautzko XXVI. Estropadak                                      | Zarautz, Guipúzcoa         | 16 de agosto | Astillero       | 21:27,82 |
| 12    | ORIOko XIII. Traineru Estropadak-Inmobiliaria Orio VI. Ikurriña | Orio, Guipúzcoa            | 30 de agosto | Mecos           | 19:39,14 |
| 13    | XXXIII Bandera Ayuntamiento de Astillero                        | El Astilero, Cantabria     | 31 de agosto | Orio            | 19:26,11 |
| 14    | Bermeo Hiriko XXI. Ikurriña                                     | Bermeo, Vizcaya            | 20 de julio  | Astillero       | 19:48,10 |
| 15    | V Bandera Telefónica                                            | Zarautz, Guipúzcoa         | 21 de julio  | Astillero       | 20:34,72 |